# 依替非明

依替非明的合成

依替非明（英語： 或 ）是一种含氮有机化合物，化学式C
17H
19N，能作为兴奋剂，用于治疗低血壓。